# Goodyera oblongifolia
Espèce
Classification APG III (2009)
Goodyera oblongifolia est une espèce végétale de la famille des Orchidaceae.